# Juan 9

Juan 16:14-22 en el lado recto del Papiro 5, escrito hacia el año 250 d.C..

Juan 9 es el noveno capítulo del Evangelio de Juan del Nuevo Testamento de la Biblia cristiana.  Mantiene el tema de capítulo anterior "Jesús es luz", registrando la curación de un hombre sin nombre que había sido ciego de nacimiento, milagro realizado por Jesús, y su posterior trato con los fariseos. El ciego de nacimiento llega a la fe completa en Jesús, mientras que algunos de los fariseos permanecen en su pecado. El autor del libro que contiene este capítulo es anónimo, pero la tradición cristiana primitiva afirmó uniformemente que Juan compuso este Evangelio.

## Texto
El texto original fue escrito en griego koiné. Este capítulo está dividido en 41 Versículos. Algunos manuscritos tempranos que contienen el texto de este capítulo son: 
- Papiro 75 (175-225 d. C.)
- Papiro 66 (c. 200).
- Codex Vaticanus (325-350)
- Codex Sinaiticus (330-360)
- Codex Bezae (c. 400)
- Codex Alexandrinus (400-440)
- Codex Ephraemi Rescriptus (c. 450; existen los Versículos 1-10)
- Papiro 128 (siglos VI-VII; se conservan los versículos 3-4)

## Temas de este capítulo
René Kieffer señala la similitud entre este capítulo y capítulo 5, donde se relata otra curación en una piscina en sábado. En el capítulo 9, la "visión progresiva" del ciego de nacimiento es un motivo central de la narración El mesiánico significado de la historia se observa en la Nueva Traducción al Inglés El progreso de la narración puede verse en los subtítulos utilizados por la Nueva Biblia del rey Jacobo:
- Juan 9:1-12 = Un ciego de nacimiento recibe la vista
- Juan 9:13-34 = Los Fariseos excomulgan al hombre sanado
- Juan 9:35-41 = Visión Verdadera y Ceguera Verdadera

## Localización
Se dice que Jesús y sus discípulos "pasaban por allí" o "iban de camino" y aún no hay indicios de que hayan salido de Jerusalén, escenario de la narración en capítulos 7 y 8. Jesús envía al hombre que cura a la Piscina de Siloé, una piscina excavada en la roca en la ladera sur de Jerusalén, situada fuera de las murallas de la Ciudad Vieja al sureste. Sin embargo, también hay referencias a una norma judía según la cual cualquiera que creyera que Jesús era el Mesías sería excluido de la sinagoga (Juan 9:22). No hay ninguna otra referencia en el Nuevo Testamento a que Jerusalén tuviera una sinagoga, pero la tradición rabínica afirma que había 480 sinagogas en Jerusalén en la época de la rebelión judía

## Cronología
Los acontecimientos iniciales de este capítulo ocurren en un Sabbath (Juan 9:14), no necesariamente relacionado con la Fiesta de los Tabernáculos o los días inmediatamente posteriores en que tuvieron lugar los acontecimientos de Juan 7-Juan 8. H. W. Watkins sugiere que éste fue el último día, el "gran día" de la Fiesta de los Tabernáculos a la que se refiere Juan 7:37 porque "nada ha ocurrido que haga necesario suponer ningún intervalo, y aunque los discursos parecen largos, no habrían ocupado más que un breve tiempo en pronunciarse", y el Pulpit Commentary está de acuerdo en que "el día puede haber sido un sábado festivo"..

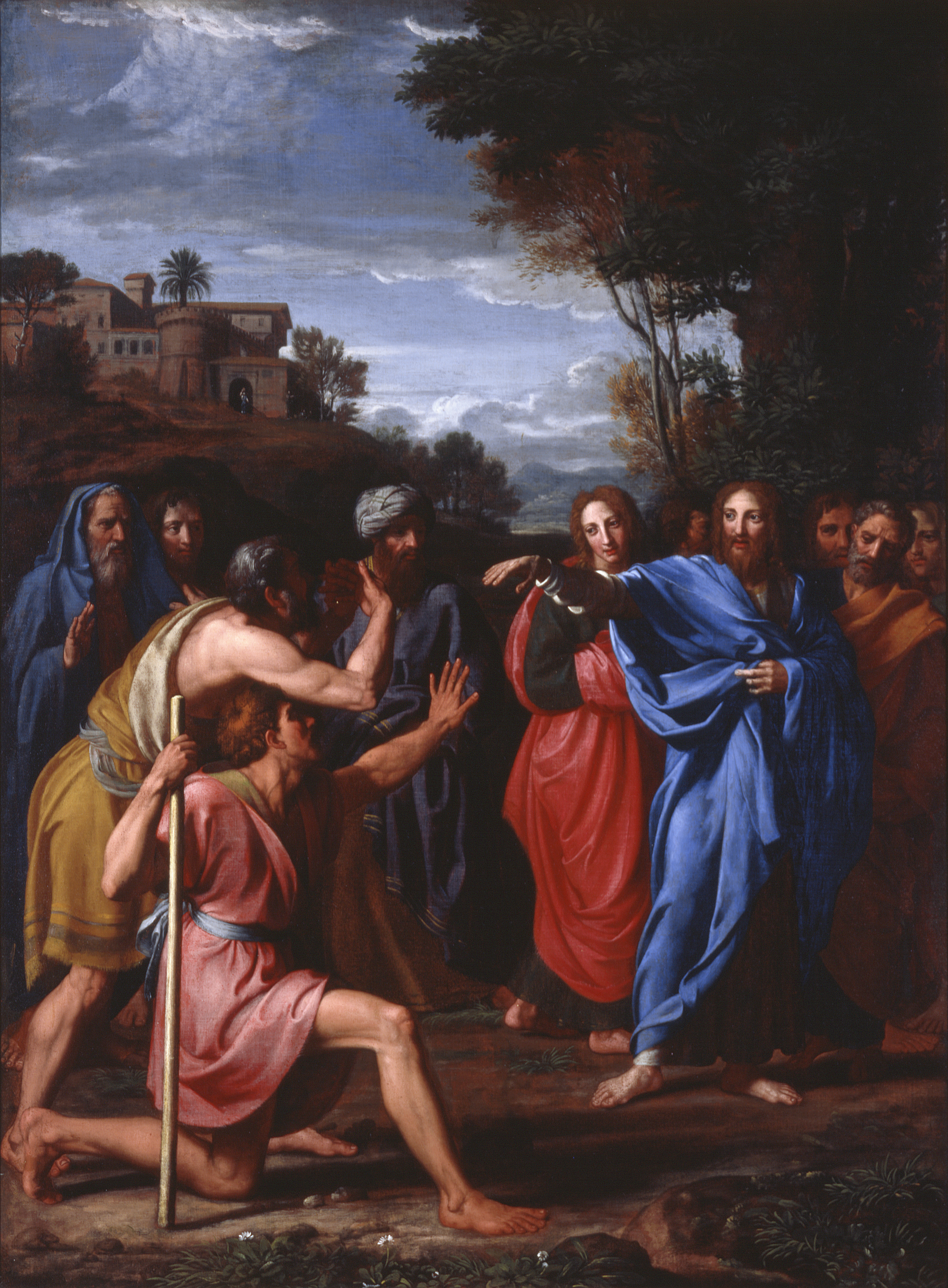
Cristo curando al ciego, de Nicolas Colombel, 1682

## Versículo 4
Nueva Biblia del rey Jacobo
Debo trabajar las obras del que me envió mientras es de día; luego viene la noche cuando nadie puede trabajar. 
Este Versículo comienza con "debemos" (en griego ἡμᾶς δεῖ, hemas dei) en la versión Westcott-Hort  y en la Nueva Versión Internacional. El Textus Receptus y la Vulgata utilizan ambos el singular, "debo" (en griego Me oportet). El plural es "probablemente correcto". La referencia a "Aquel que me envió" anticipa la nota del evangelista de que «Siloé» significa 'Enviado' (Versículo 6), lo que significa que Jesús, que ha sido enviado por su Padre, "también está presente en esta agua".

## Versículo 14
Era sábado cuando Jesús hizo el barro y le abrió los ojos.
Las circunstancias son similares a las de Curación en Betesda en Juan 5.

### Comentario
Este pasaje es una profunda reflexión teológica sobre el milagro de la curación del ciego de nacimiento en el Evangelio de San Juan. El texto subraya cómo este milagro no solo proporciona luz física al ciego, sino que, más significativamente, ilumina su alma, llevándolo a la fe en Jesús como el Hijo de Dios.
El pasaje resalta que Jesús se presenta a sí mismo como la Luz del mundo, una afirmación que ratifica el prólogo del Evangelio de Juan y la enseñanza central de que, sin Cristo, la humanidad está en oscuridad y no puede encontrar el sentido último de su existencia. Jesús, con este milagro, corrige las creencias comunes de la época que asociaban la enfermedad con el pecado, y revela que Él ha venido a sanar el pecado del mundo, que es la raíz de todas las desgracias. El texto también hace referencia al simbolismo del estanque de Siloé, destacando que el nombre "Siloé" significa "enviado", lo que apunta a Jesús como el enviado del Padre. Esto conecta con el concepto de fe en Jesús y la importancia de actuar en obediencia a sus mandatos, como lo hizo el ciego al lavarse en el estanque.
La Tradición de la Iglesia ha visto en este milagro una imagen del sacramento del Bautismo, donde el agua purifica y da la luz de la fe, tal como el ciego recibió la vista y la iluminación espiritual. San Agustín de Hipona compara la ceguera con la incredulidad y la iluminación con la fe, explicando que el ciego representa a toda la humanidad que, a través de Cristo, recibe la verdadera luz. Finalmente, el texto muestra la diferencia en las respuestas humanas ante los milagros de Jesús: mientras los humildes y de corazón sencillo creen y aceptan la divinidad de Cristo, los orgullosos, como los fariseos, se cierran a la verdad, incluso frente a la evidencia de los hechos.

## Versículo 22
Los judíos ya habían acordado que si alguien confesaba que Él (Jesús) era el Cristo, sería expulsado de la sinagoga.
"La palabra para 'fuera de la sinagoga' (en griego ἀποσυνάγωγος) es peculiar de Juan, ocurriendo [en] Juan 12:42, Juan 16:2, y en ninguna otra parte". La decisión se ha relacionado con el posible Concilio de Jamnia que en su día se pensó que había decidido el contenido del canon judío en algún momento de finales del siglo I (c. 70-90 d. C.)
El Versículo 34 confirma que "le echaron fuera", la Biblia Amplificada y la Nueva Traducción Viviente añadiendo texto para referirse a su exclusión de la sinagoga

### Comentario
Este análisis del diálogo entre el ciego curado y las autoridades judías en el Evangelio de Juan destaca la tensión entre la fe en Jesús y la obstinación de quienes se niegan a reconocer su divinidad. A través de este diálogo, se manifiesta que aceptar a Cristo implica cumplir la voluntad de Dios, aunque eso signifique enfrentar el rechazo y la expulsión, como le ocurrió al ciego curado por confesar su fe en Jesús. La frase dar gloria a Dios, en este contexto, es una exhortación a decir la verdad, pero los fariseos, a pesar de la evidencia del milagro y de sus investigaciones, se niegan a aceptar la realidad de la divinidad de Jesús. Esta actitud refleja un pecado más profundo que simplemente no ver en Jesús a Dios: es el pecado de cerrarse voluntariamente a la verdad, como señala Josemaría Escrivá.

El pecado de los fariseos no consistía en no ver en Cristo a Dios, sino en encerrarse voluntariamente en sí mismos; en no tolerar que Jesús, que es la luz, les abriera los ojos.

El ciego curado, por su parte, demuestra un corazón abierto y sencillo, culminando en una confesión de fe en la divinidad de Jesús. Este reconocimiento va más allá de ver a Jesús solo como un hombre: lo acepta como el Hijo de Dios. La situación recuerda el encuentro de Jesús con la samaritana, donde la verdad de Cristo también se revela progresivamente.
El texto también introduce el concepto de juicio que acompaña la venida de Cristo al mundo. Aunque Jesús ha sido enviado para salvar al mundo, su presencia provoca una división: aquellos que lo aceptan se salvan, mientras que aquellos que se resisten, como los fariseos, se condenan a sí mismos por su ceguera voluntaria. En este sentido, Cristo es motivo de salvación para unos y de perdición para otros.

Lavada finalmente la faz del corazón y purificada la conciencia, lo reconoce no sólo hijo de hombre, sino Hijo de Dios.

La respuesta de Jesús a los fariseos subraya su culpabilidad: pueden ver, pero no quieren. Esta actitud voluntaria de ceguera espiritual les condena. San Juan de la Cruz, citado al final del texto, reflexiona sobre la miseria de esta ceguera, que les impide ver la luz de Cristo y los hace ignorantes e indignos de los bienes que podrían recibir si se abrieran a la fe.

¡Oh miserable ceguera de los ojos de vuestra alma, pues para tanta luz estáis ciegos, y para tan grandes voces sordos, no viendo que, en tanto que buscáis grandezas y gloria, os quedáis miserables y bajos, de tantos bienes, hechos ignorantes e indignos!.

## Versículo 38
Entonces dijo: "¡Señor, yo creo!" Y le adoró.
El papa Pablo VI describe la fe evidenciada en este versículo como "firme y resuelta, ... aunque siempre humilde y tímida" Unos pocos manuscritos, como el Papiro 75 y el Códice Sinaítico, omiten todo el versículo 38 y el comienzo del 39